# Helfaut
Helfaut est une commune française située dans le département du Pas-de-Calais en région Hauts-de-France. Ses habitants sont appelés les Helfallois.
La commune fait partie de la communauté d'agglomération du Pays de Saint-Omer qui regroupe 53 communes et compte 104 937 habitants en 2021.
Le territoire de la commune est situé dans le parc naturel régional des Caps et Marais d'Opale.

## Géographie

### Localisation
Localisée dans l'est du département du Pas-de-Calais, Helfaut est une commune située, à vol d'oiseau, à 5 km au sud de la commune de Saint-Omer (chef-lieu d'arrondissement).
Le territoire de la commune est limitrophe de ceux de sept communes.
Les communes limitrophes sont  Bellinghem, Blendecques, Ecques, Hallines, Heuringhem, Pihem et Wizernes.

### Géologie et relief
La superficie de la commune est de 8,92 km2 ; son altitude varie de 23  à   95 m.
L'ancien village et le centre-ville actuel sont situés sur une formation géologique particulière dite Plateau d'Helfaut, qui isole le bassin versant de la vallée de l'Aa au nord de vallée de la Lys (au sud). La commune abrite un patrimoine géologique exceptionnel, qui explique un paysage inhabituel pour la région. Les flancs des anciennes carrières périphériques au Plateau d'Helfaut laissent encore apercevoir de nombreuses strates géologiques, notamment à Helfaut et Wizernes (ceux des carrières d'Heuringhem et Blendecques se sont effondrés sous l'effet des poches de solifluxion.

### Hydrographie
Le territoire de la commune est situé dans le bassin Artois-Picardie.
La commune est drainée par la Melde du Pas-de-Calais, cours d'eau d'une longueur de 15,29 km, qui prend sa source dans la commune et se jette dans le bras de décharge de la lys oduel au niveau de la commune d'Aire-sur-la-Lys.

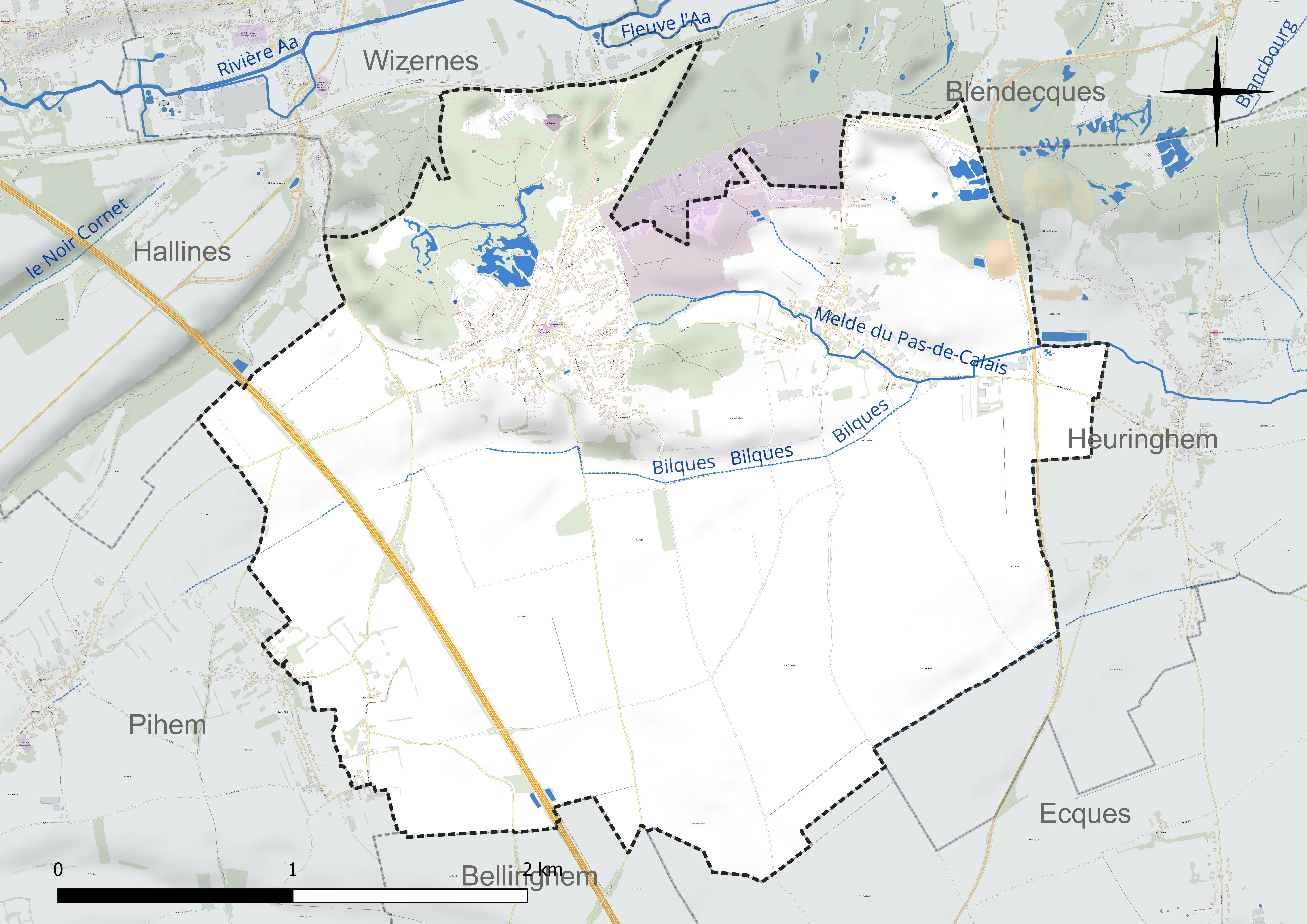
Réseau hydrographique d'Helfaut.

### Climat
Pour des articles plus généraux, voir Climat des Hauts-de-France et Climat du Pas-de-Calais.
En 2010, le climat de la commune est de type climat océanique franc, selon une étude du CNRS s'appuyant sur une série de données couvrant la période 1971-2000. En 2020, Météo-France publie une typologie des climats de la France métropolitaine dans laquelle la commune est exposée à un climat océanique et est dans la région climatique Côtes de la Manche orientale, caractérisée par un faible ensoleillement (1 550 h/an) ; forte humidité de l’air (plus de 20 h/jour avec humidité relative > 80 % en hiver), vents forts fréquents.
Pour la période 1971-2000, la température annuelle moyenne est de 10,2 °C, avec une amplitude thermique annuelle de 13,5 °C. Le cumul annuel moyen de précipitations est de 865 mm, avec 13,2 jours de précipitations en janvier et 8,7 jours en juillet. Pour la période 1991-2020, la température moyenne annuelle observée sur la station météorologique la plus proche, située sur la commune de Watten à 15 km à vol d'oiseau, est de 11,3 °C et le cumul annuel moyen de précipitations est de 822,8 mm,. Pour l'avenir, les paramètres climatiques de la commune estimés pour 2050 selon différents scénarios d'émission de gaz à effet de serre sont consultables sur un site dédié publié par Météo-France en novembre 2022.

### Milieux naturels et biodiversité
La commune bénéficie d'un patrimoine environnemental et géologique exceptionnel (elle a donné son nom au  Dilluvium d'Helfaut, formation particulière d'argile à silex qu'on ne trouve que très rarement en France et en Europe). la commune abritait et abrite encore de nombreuses espèces rares et protégées, ainsi qu'un paysage de Lande acide à bruyère, très rare dans le Nord de la France, qui a justifié la création de la réserve naturelle des landes d'Helfaut.
Pour ces raisons elle est concernée par plusieurs périmètres d'inventaires ou de protection.

#### Espaces protégés et gérés
La protection réglementaire est le mode d’intervention le plus fort pour préserver des espaces naturels remarquables et leur biodiversité associée.
Dans ce cadre, la commune fait partie de quatre espaces protégés : 
- le parc naturel régional des Caps et Marais d'Opale, d’une superficie de 132 499 ha réparties sur 154 communes, géré par le syndicat mixte d'aménagement et de gestion du parc naturel régional des Caps et Marais d'Opale[12] ;
- les landes du plateau d'Helfaut, arrêté préfectoral de protection de biotope, d'une superficie de 404,509 ha[13] ;
- La réserve naturelle régionale du plateau des landes, d'une superficie de 181,142 8 ha, géré par le syndicat mixte Eden 62. La réserve naturelle régionale du plateau des landes, grâce à un substrat géologique particulier dit « diluvium d'Helfaut » et une assise d'argile à silex sur sable du Landénien, abrite notamment un grand nombre d'espèces typiques des milieux acides rares dans cette région calcaire. Le substrat argileux a permis la conservation de zones humides et de nappes dites « perchées » où ont survécu mieux qu'ailleurs de nombreuses espèces devenues rares ou qui ont disparu d'une grande partie de la région voire de tout le Nord de la France[14] ;
- le marais audomarois avec la réserve de biosphère, zone de transition, d'une superficie de 18 303 ha[15].

#### Zones naturelles d'intérêt écologique, faunistique et floristique
L’inventaire des zones naturelles d'intérêt écologique, faunistique et floristique (ZNIEFF) a pour objectif de réaliser une couverture des zones les plus intéressantes sur le plan écologique, essentiellement dans la perspective d’améliorer la connaissance du patrimoine naturel national et de fournir aux différents décideurs un outil d’aide à la prise en compte de l’environnement dans l’aménagement du territoire.
Le territoire communal comprend deux ZNIEFF de type 1 :
- le plateau siliceux d'Helfaut a Racquinghem[16] ;
- les ravins de Pihem et Noir Cornet et Coteau de Wizernes[17].

et une ZNIEFF de type 2 : la moyenne vallée de l'Aa et ses versants entre Remilly- Wirquin et Wizernes.

Carte des ZNIEFF de type 1 et 2 sur la commune
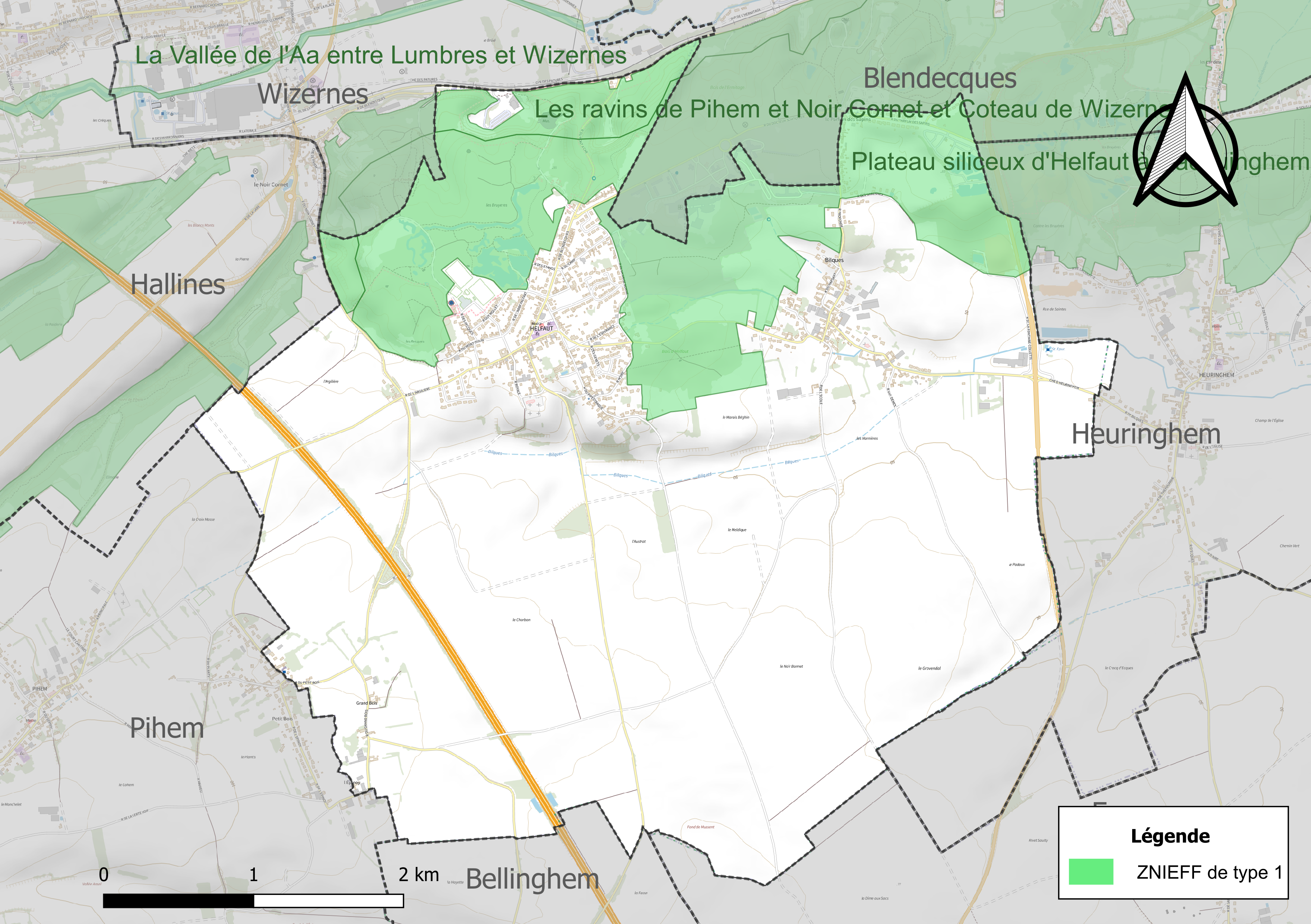
Carte des ZNIEFF de type 1 sur la commune.
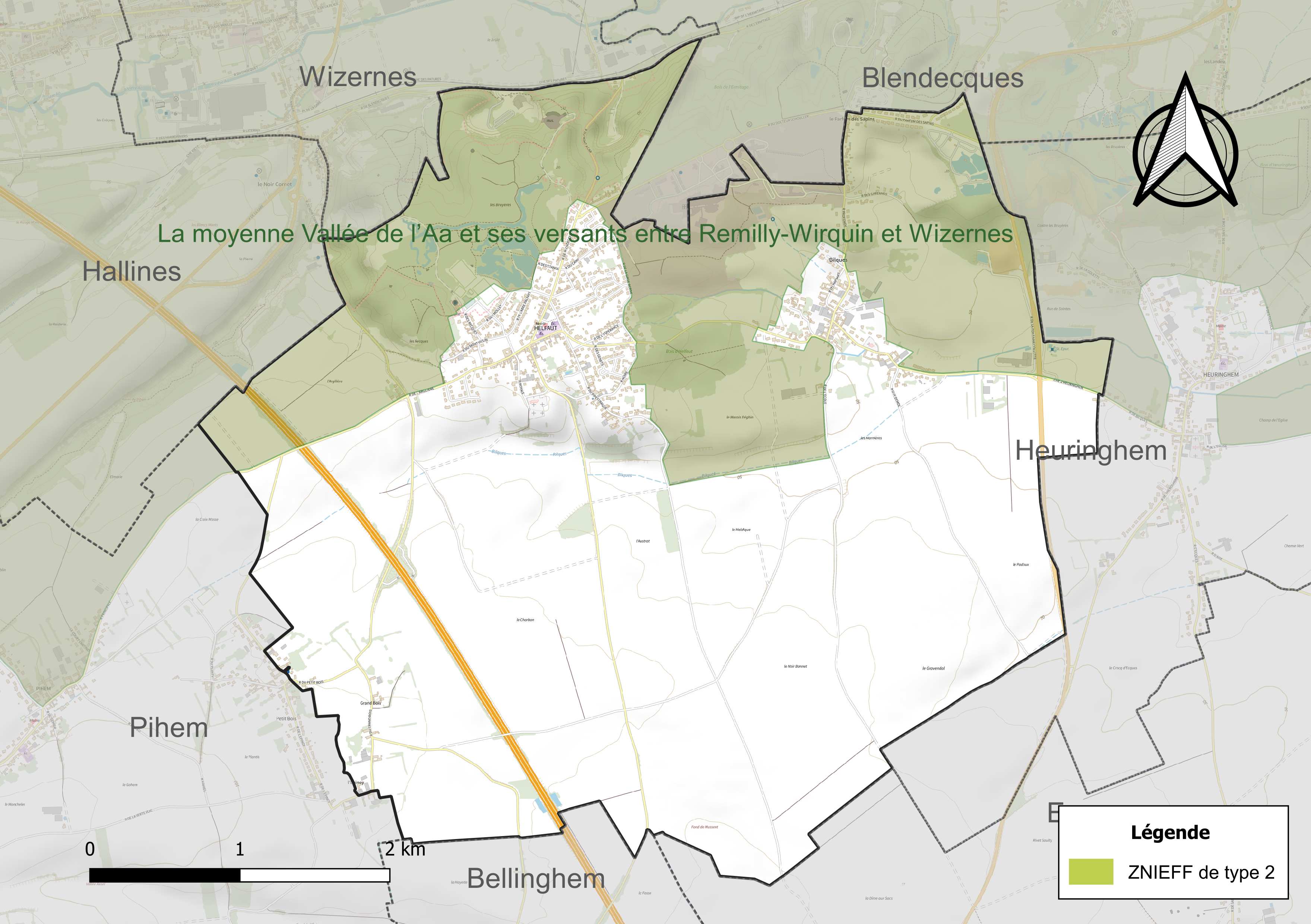
Carte de la ZNIEFF de type 2 sur la commune.

#### Site Natura 2000
Le réseau Natura 2000 est un réseau écologique européen de sites naturels d’intérêt écologique élaboré à partir des directives « habitats » et « oiseaux ». Ce réseau est constitué de zones spéciales de conservation (ZSC) et de zones de protection spéciale (ZPS). Dans les zones de ce réseau, les États Membres s'engagent à maintenir dans un état de conservation favorable les types d'habitats et d'espèces concernés, par le biais de mesures réglementaires, administratives ou contractuelles.
Sur la commune, un site Natura 2000 de type B est défini en site d'importance communautaire (SIC) : les pelouses, bois acides à neutro-calcicoles, landes nord-atlantiques du plateau d'Helfaut et système alluvial de la moyenne vallée de l'Aa.
Par ailleurs, il est recensé une zone sensible au regard de la pollution des eaux par les nitrates (classement du 12/01/2006) (N° : ZS AP) et une zone Vulnérable (pollution eau par nitrate), depuis le 20/12/2002.

## Urbanisme

### Typologie
Au 1er janvier 2024, Helfaut est catégorisée commune rurale à habitat dispersé, selon la nouvelle grille communale de densité à sept niveaux définie par l'Insee en 2022.
Elle appartient à l'unité urbaine de Saint-Omer, une agglomération inter-départementale regroupant 23  communes, dont elle est une commune de la banlieue,,. Par ailleurs la commune fait partie de l'aire d'attraction de Saint-Omer, dont elle est une commune de la couronne,. Cette aire, qui regroupe 79 communes, est catégorisée dans les aires de 50 000 à moins de 200 000 habitants,.

### Occupation des sols
L'occupation des sols de la commune, telle qu'elle ressort de la base de données européenne d’occupation biophysique des sols Corine Land Cover (CLC), est marquée par l'importance des territoires agricoles (74 % en 2018), en diminution par rapport à 1990 (78,8 %). La répartition détaillée en 2018 est la suivante : 
terres arables (69,3 %), zones urbanisées (13,7 %), forêts (12,4 %), prairies (4,7 %). L'évolution de l’occupation des sols de la commune et de ses infrastructures peut être observée sur les différentes représentations cartographiques du territoire : la carte de Cassini (XVIIIe siècle), la carte d'état-major (1820-1866) et les cartes ou photos aériennes de l'IGN pour la période actuelle (1950 à aujourd'hui).

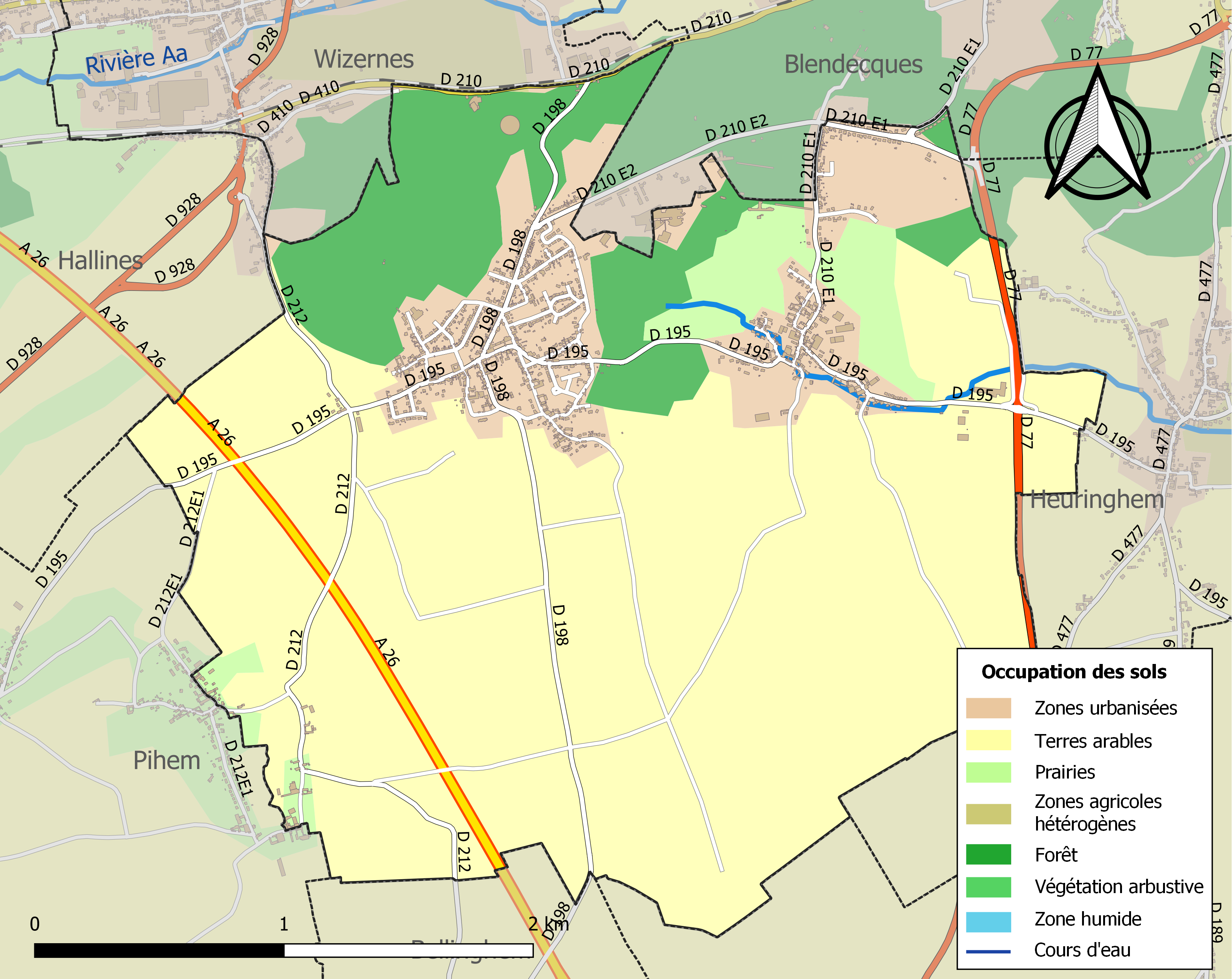
Carte des infrastructures et de l'occupation des sols de la commune en 2018 (CLC).

### Voies de communication et transports
La commune est desservie par la ligne 2 du réseau urbain Mouvéo.

## Toponymie
Le nom de la localité est attesté sous les formes Prominens villa quæ Locus Ecclesiæ vocatur (IXe siècle) ; Helefelt (1139) ; Helefaut (1197) ; Hellefaut (1231) ; Helephaut (1254) ; Hélifaut (vers 1304) ; Ecvelt (1336) ; Helechvelt, nunc… Hellefaut (XIVe siècle) ; Hellecwelt (vers 1512) ; Hellefaut-au-Bois (1565) ; Helfaut (1582) ; Helechbelt (1748).
D'après Maurits Gysseling, le nom viendrait du germain "halu", incliné et de "feldu", terrain inculte.
Helveld  en flamand.

## Histoire
Une première église aurait été bâtie à Helfaut au IIIe siècle par des missionnaires envoyés par Rome : saints Victoric d'Amiens, saint Fuscien, envoyés  par Rome, avec saint Quentin, Crépin et Crépinien, Piat de Seclin, le premier nom historique d'Helfaut étant Helleveld.
Le village était le centre de l'ancien doyenné d'Helfaut, décrit par le chanoine Georges Goolen et qui comprenait selon deux pouillés du XIVe publiés par Auguste Longnon, outre la paroisse d'Helfaut, celles de Thiembronne, Ecques, Bilques, Herbelles, Wavrans, Nielles-les-Bléquin, Wismes, Rumilly, Dohem, Lumbres Pihem Bléquin Merck Wandonne Radinghem Coyecques  Quiestède.
En 1253, Isabelle, épouse de Philippe de Hellefaut donne à l'abbaye de Watten des redevances annuelles sur une terre dite Helle, située à Buscheure (Buysscheure). En 1255, un Philippe de Hellefaut est dit, par maître Jean de Laon, official du diocèse de Thérouanne, clerc, donc homme d'église, (le même que le précédent? un fils? un parent?), et devant à la même abbaye une redevance annuelle d'avoine et de froment.
La famille d'Averhoult possède la seigneurie d'Helfaut cumulée avec celle d'Avroult depuis au moins le XIIIe siècle. La famille avait pour armes « D'or à trois fasces de sable, au franc-canton d'hermines; à la bordure engrêlée de gueules », armes qui ont été reprises par la commune d'Avroult. La famille d'Averhoult garde les deux seigneuries jusqu'au XVIIIe siècle. Helfaut passa à la fin du XVIIe siècle aux Rubempré par la mariage de l'héritière des d'Avroult avec Philippe Charles (ou Charles Philippe) de Rubempré, comte de Vertain.
En 1415, Guillaume d'Averhoult, seigneur d'Helfaut, combat et trouve la mort à la bataille d'Azincourt.
En 1544, François d'Avroult ou de Helfaut, devient abbé de l'abbaye de Saint-Winoc de Bergues.
Le village de Bilques, autrefois une seigneurie et commune indépendante à la Révolution, fusionna avec Helfaut en 1819.

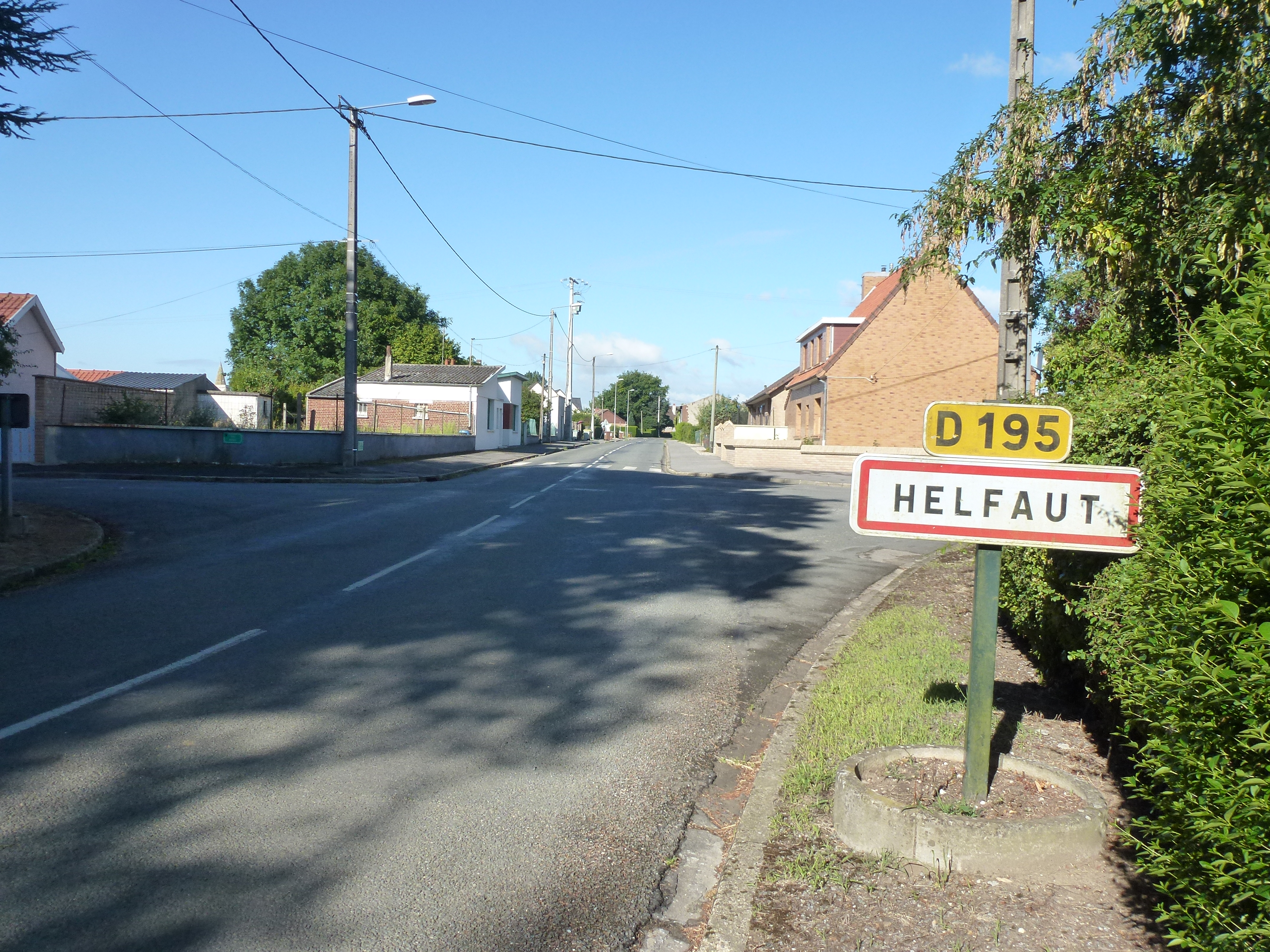
Entrée d'Helfaut.
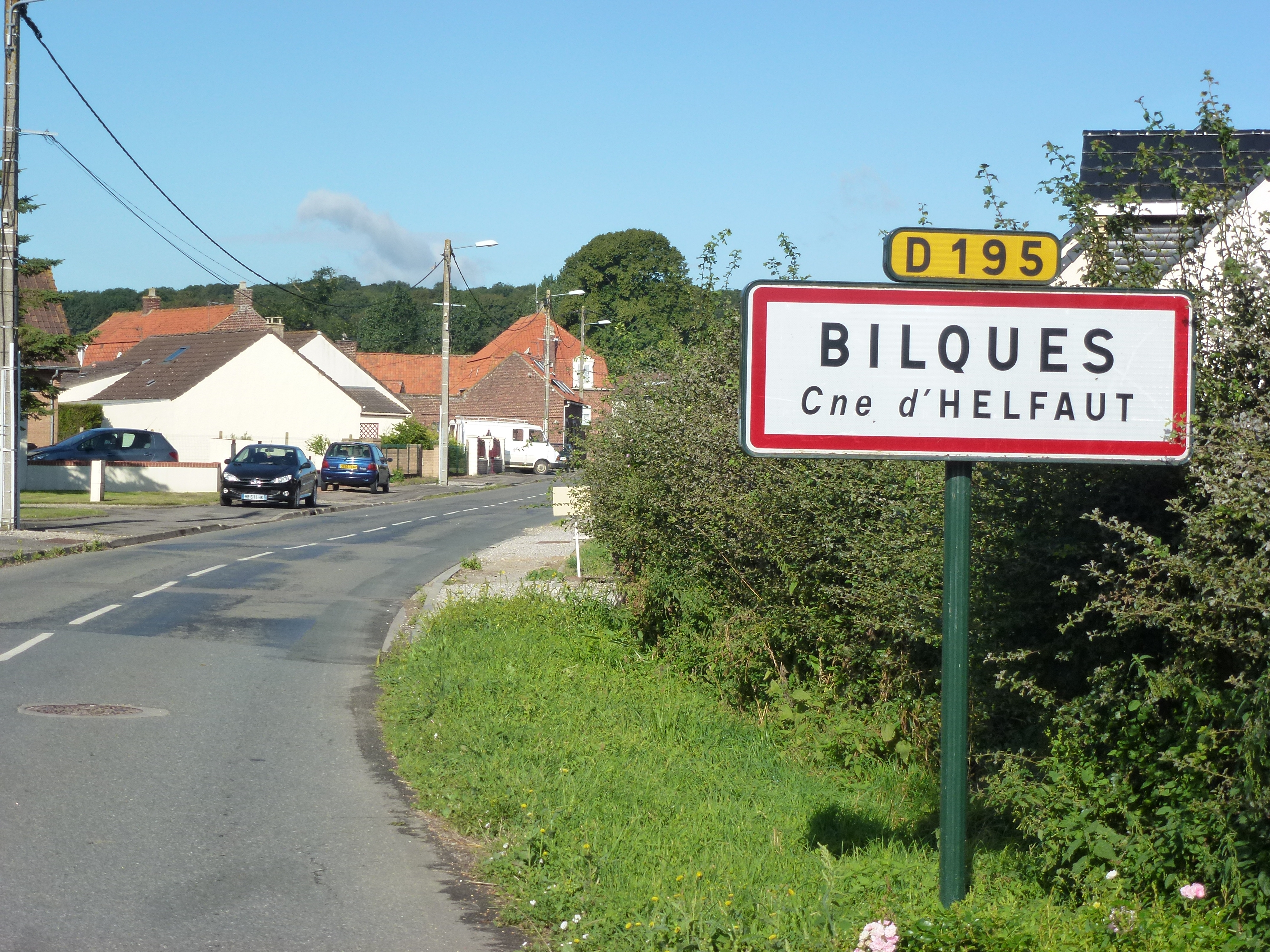
Entrée de Bilques.

La commune abrite un monument classé, dit « colonne d'Helfaut ». Cette sorte d'obélisque a été érigé en 1842 en mémoire du duc d'Orléans qui a constitué sur cette commune le bataillon qui est à l'origine des chasseurs alpins. Il a été disloqué par les bombardements proches, et entouré de trous d'extraction de sable, puis restauré, le sol ayant été rehaussé à son ancien niveau dans les années 1990 par apport des déblais du nouveau centre hospitalier construit à proximité.
La commune a été fortement touchée par les bombes lancées lors de la Seconde Guerre mondiale sur la coupole d'Helfaut.
Le parc éolien d'Helfaut est inauguré le 27 septembre 2024.

## Politique et administration
→ Conseils pour la rédaction de cette section.

### Élections municipales et communautaires

#### Liste des maires
| Période                                  | Période                    | Identité         | Étiquette | Qualité                                                                                             |
| ---------------------------------------- | -------------------------- | ---------------- | --------- | --------------------------------------------------------------------------------------------------- |
| Les données manquantes sont à compléter. |                            |                  |           | |
| 1935                                     | 1940 (déchu de son mandat) | Eloi Delattre    | PCF       | Cultivateur                                                                                         |
| 1944                                     | 1945                       | Eloi Delattre    | PCF       | Cultivateur                                                                                         |
| 1972                                     | 1995                       | Arthur Decloitre |           | |
| Les données manquantes sont à compléter. |                            |                  |           | |
| mars 2001                                | mars 2008                  | Éric Rolin       |           | |
| mars 2008                                | 2014,                      | Brigitte Leblond | DVD       | Infirmière                                                                                          |
| 2014                                     | En cours (au 21 mars 2022) | Francis Marquant | DVG       | Directeur général des services de la ville de Blendecques retraité, Réélu pour le mandat 2020-2026, |

## Population et société

### Démographie
Les habitants de la commune sont appelés les Helfallois.

#### Évolution démographique
L'évolution du nombre d'habitants est connue à travers les recensements de la population effectués dans la commune depuis 1793. Pour les communes de moins de 10 000 habitants, une enquête de recensement portant sur toute la population est réalisée tous les cinq ans, les populations de référence des années intermédiaires étant quant à elles estimées par interpolation ou extrapolation. Pour la commune, le premier recensement exhaustif entrant dans le cadre du nouveau dispositif a été réalisé en 2007.

En 2022, la commune comptait 1 728 habitants, en évolution de +3,54 % par rapport à 2016 (Pas-de-Calais : −0,72 %, France hors Mayotte : +2,11 %).
| 1793 | 1800 | 1806 | 1821 | 1831 | 1836 | 1841 | 1846 | 1851 |
| ---- | ---- | ---- | ---- | ---- | ---- | ---- | ---- | ---- |
| 370  | 347  | 406  | 597  | 621  | 671  | 704  | 739  | 727  |

| 1856  | 1861 | 1866 | 1872 | 1876 | 1881 | 1886 | 1891 | 1896 |
| ----- | ---- | ---- | ---- | ---- | ---- | ---- | ---- | ---- |
| 1 223 | 775  | 799  | 778  | 812  | 844  | 862  | 892  | 856  |

| 1901 | 1906 | 1911 | 1921 | 1926 | 1931 | 1936  | 1946 | 1954  |
| ---- | ---- | ---- | ---- | ---- | ---- | ----- | ---- | ----- |
| 815  | 896  | 899  | 796  | 775  | 856  | 1 300 | 689  | 1 131 |

| 1962  | 1968  | 1975  | 1982  | 1990  | 1999  | 2006  | 2007  | 2012  |
| ----- | ----- | ----- | ----- | ----- | ----- | ----- | ----- | ----- |
| 1 000 | 1 139 | 1 248 | 1 426 | 1 671 | 1 693 | 1 744 | 1 750 | 1 596 |

| 2017  | 2022  | - | - | - | - | - | - | - |
| ----- | ----- | - | - | - | - | - | - | - |
| 1 697 | 1 728 | - | - | - | - | - | - | - |

#### Pyramide des âges
En 2018, le taux de personnes d'un âge inférieur à 30 ans s'élève à 30,0 %, soit en dessous de la moyenne départementale (36,7 %). À l'inverse, le taux de personnes d'âge supérieur à 60 ans est de 32,0 % la même année, alors qu'il est de 24,9 % au niveau départemental.
En 2018, la commune comptait 824 hommes pour 890 femmes, soit un taux de 51,93 % de femmes, légèrement supérieur au taux départemental (51,50 %).
Les pyramides des âges de la commune et du département s'établissent comme suit.
| Hommes | Classe d’âge | Femmes |
| ------ | ------------ | ------ |
| 1,2    | 90 ou +      | 4,4    |
| 6,5    | 75-89 ans    | 14,4   |
| 18,5   | 60-74 ans    | 18,5   |
| 23,6   | 45-59 ans    | 21,1   |
| 15,7   | 30-44 ans    | 15,6   |
| 15,6   | 15-29 ans    | 11,2   |
| 18,9   | 0-14 ans     | 14,8   |

| Hommes | Classe d’âge | Femmes |
| ------ | ------------ | ------ |
| 0,5    | 90 ou +      | 1,6    |
| 5,6    | 75-89 ans    | 8,9    |
| 16,7   | 60-74 ans    | 18,1   |
| 20,2   | 45-59 ans    | 19,2   |
| 18,9   | 30-44 ans    | 18,1   |
| 18,2   | 15-29 ans    | 16,2   |
| 19,9   | 0-14 ans     | 17,9   |

## Économie

### Entreprises et commerces

#### Agriculture
La commune est dans le « pays Aire », une petite région agricole dans le département du Pas-de-Calais. En 2020, l'orientation technico-économique de l'agriculture  sur la commune est l'exploitation de grandes cultures (hors céréales et oléo-protéagineux). 
|               | 1988 | 2000 | 2010 | 2020 |
| ------------- | ---- | ---- | ---- | ---- |
| Exploitations | 30   | 16   | 12   | 9    |
| SAU (ha)      | 816  | 703  | 769  | 806  |

Le nombre d'exploitations agricoles en activité et ayant leur siège dans la commune est passé de 30 lors du recensement agricole de 1988  à 16 en 2000 puis à 12 en 2010 et enfin à 9 en 2020, soit une baisse de 70 % en 32 ans. Le même mouvement est observé à l'échelle du département qui a perdu pendant cette période 65 % de ses exploitations (passant de 16 556 à 5 736),. La surface agricole utilisée sur la commune a également diminué, passant de 816 ha en 1988 à 806 ha en 2020. Parallèlement la surface agricole utilisée moyenne par exploitation a augmenté, passant de 27 à 90 ha,.

## Culture locale et patrimoine

### Lieux et monuments

#### Patrimoine religieux
- L'Église Saints-Fuscien-et-Victoric d'Helfaut des XVIe et XVIIe siècles, avec un nef datant du XIIe[54].
- L'Église Saint-Denis de Bilques des XVIIe et XVIIIe siècles[55].
- Le calvaire d'Helfaut à la limite de la commune sur la D 198 vers Inghem
- La chapelle Notre-dame-de-Lourdes de Bilques

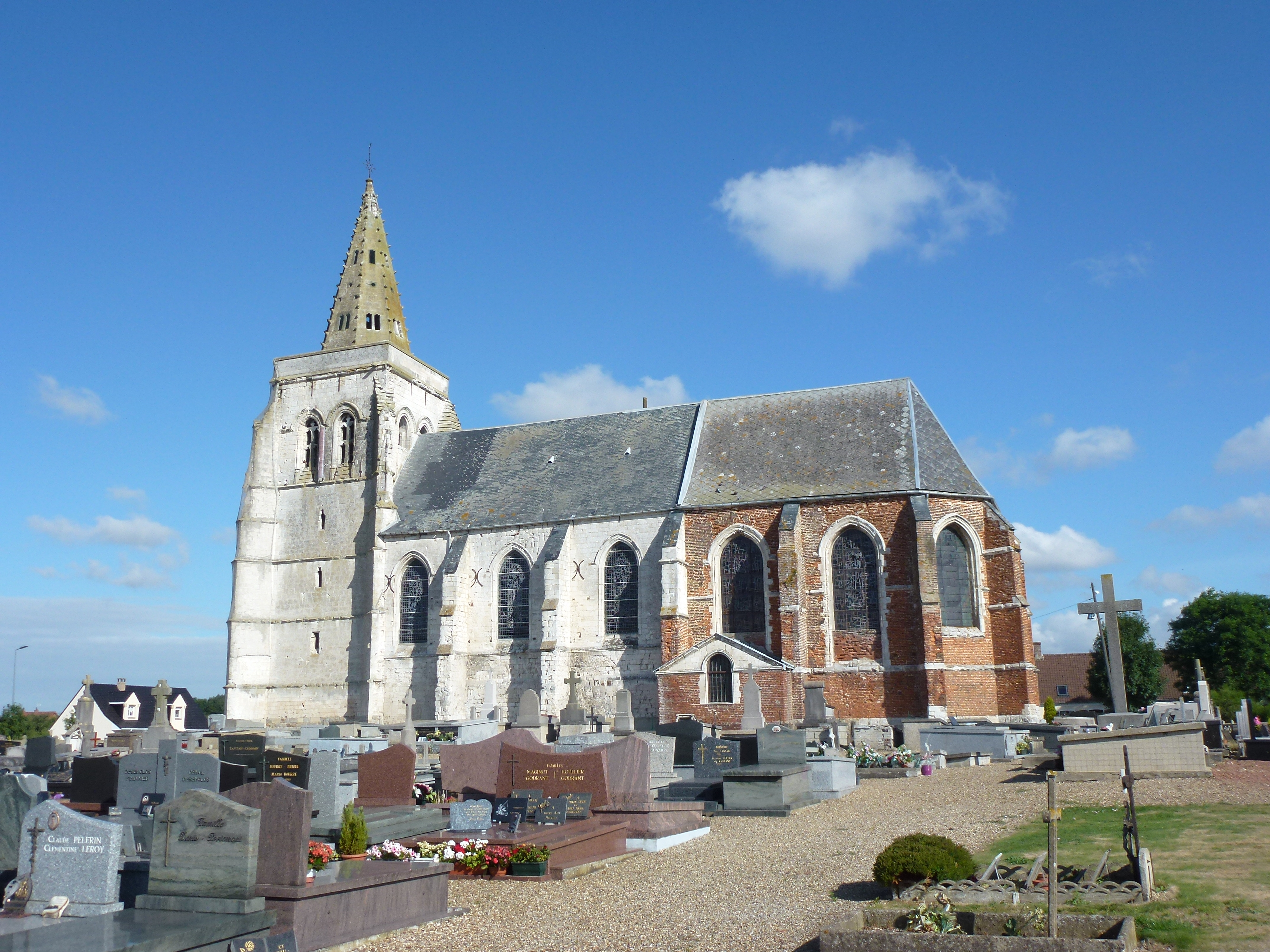
Église Saints-Fuscien-et-Victoric d'Helfaut.
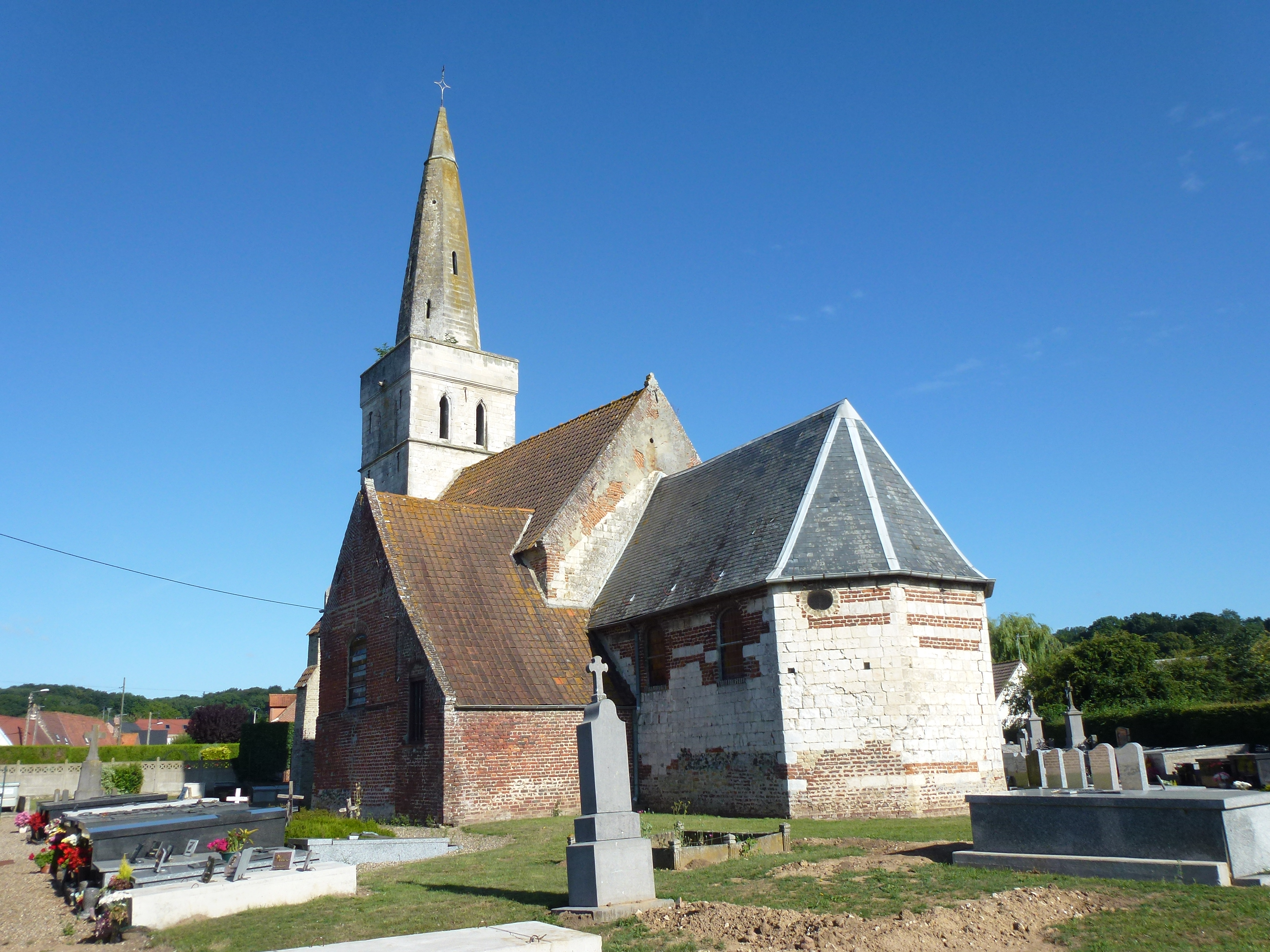
Église Saint-Denis de Bilques.
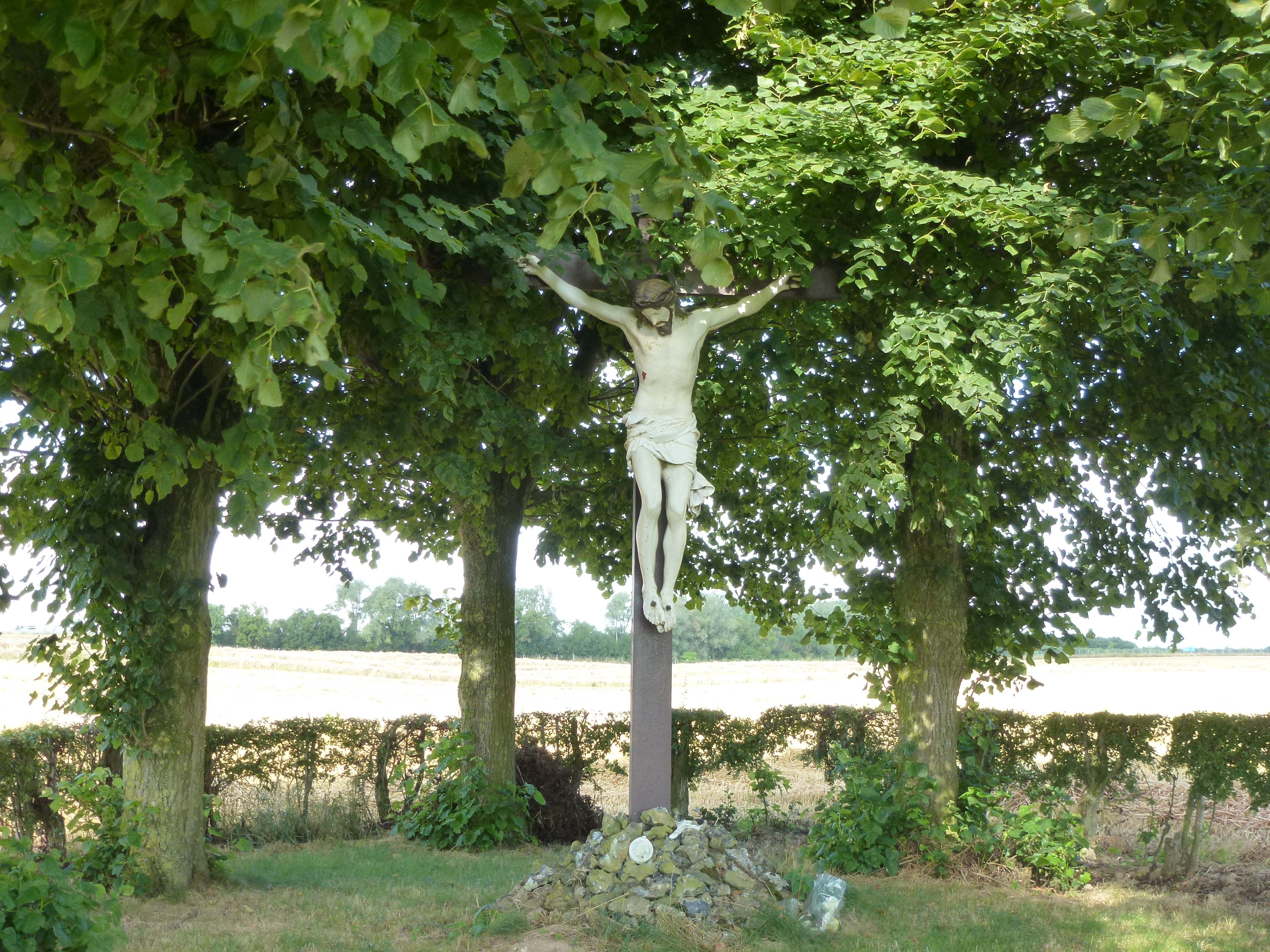
Le calvaire d'Helfaut.

#### Patrimoine civil
- La mairie d'Helfaut avec les écoles.
- Le sanatorium d'Helfaut, actuellement le nouvel hôpital audomarois. L'ancien sanatorium départemental, devenu le Centre hospitalier de la région de Saint-Omer sous la direction d'André Serrurier dans les années 1980. Le site est entouré d'un boisement artificiel de pins formant la forêt d'Helfaut.
Le sanatorium départemental d’Helfaut comptait en 1931 500 lits de malades et 140 lits de service[56]. C'est aujourd'hui l'un des rares exemples de conversion réussie d'un sanatorium en un établissement hospitalier moderne et polyvalent : le vieil hôpital du centre-ville de Saint-Omer a depuis rejoint le nouvel hôpital d'Helfaut sur son site pour former le Centre hospitalier de la région de Saint-Omer.

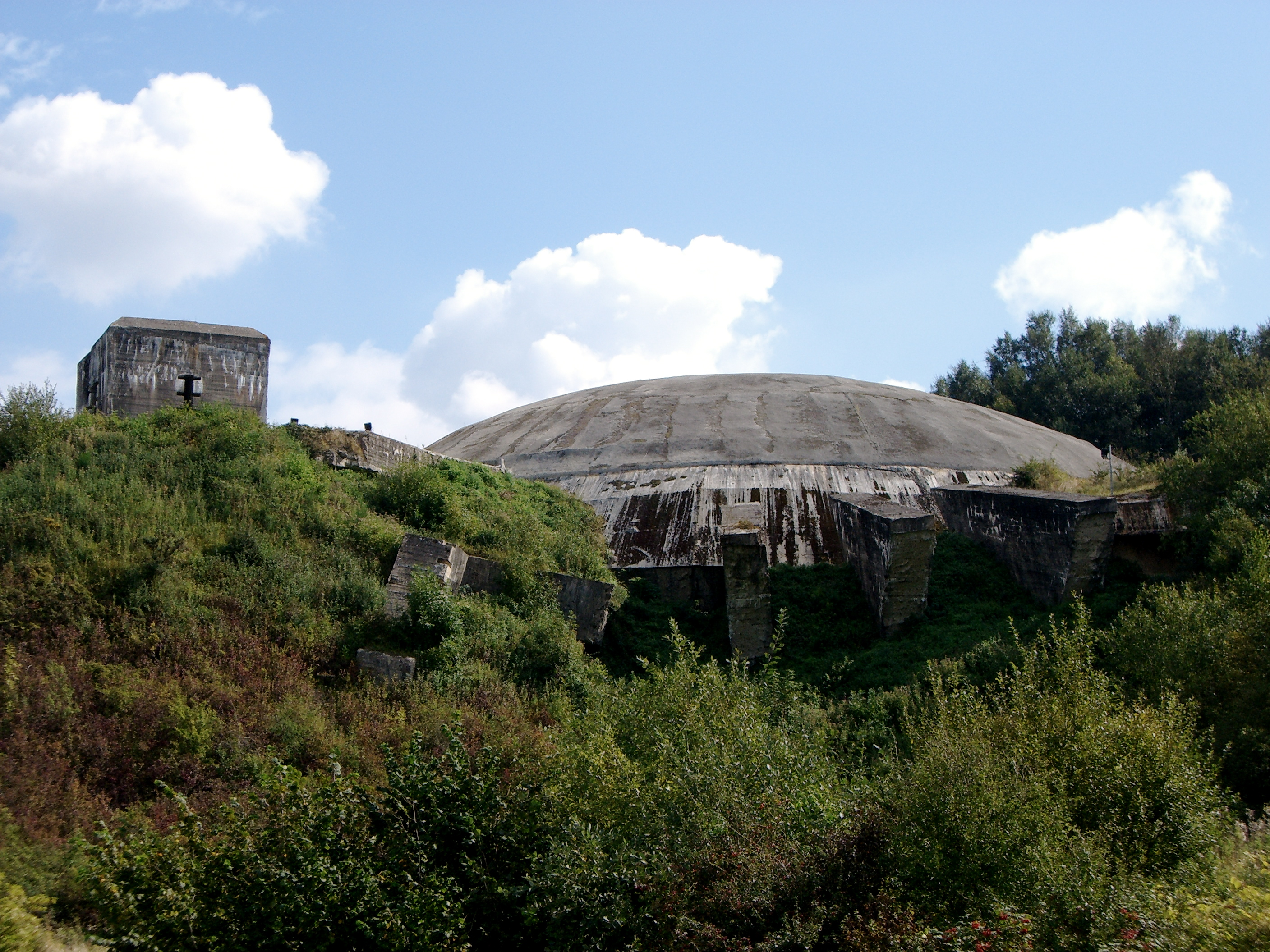
Le dôme de la coupole.

- La coupole d'Helfaut est un ancien bunker pour partie souterrain, abrité sous une énorme coupole de béton construite par l'Heer entre 1943 et 1944. À l'origine ce bunker devait servir de base de lancement aux fusées V2 ; mais, de nombreuses fois bombardé par les Alliés, il n'est jamais entré en service. Aujourd'hui la coupole a été transformée en musée.

### Patrimoine commémoratif
- La colonne d'Helfaut, monument dédié au prince et duc d'Orléans. Cet obélisque et le tertre qui l'entoure (cad. AB 15) sont inscrits au registre des monuments historiques par arrêté du 29 novembre 1985[57].
- Le monument de l'abbé Palfart (1628-1691) curé de la paroisse.
- Le monument aux morts[58].
- Les tombes de guerre de la Commonwealth War Graves Commission au cimetière d'Helfaut.

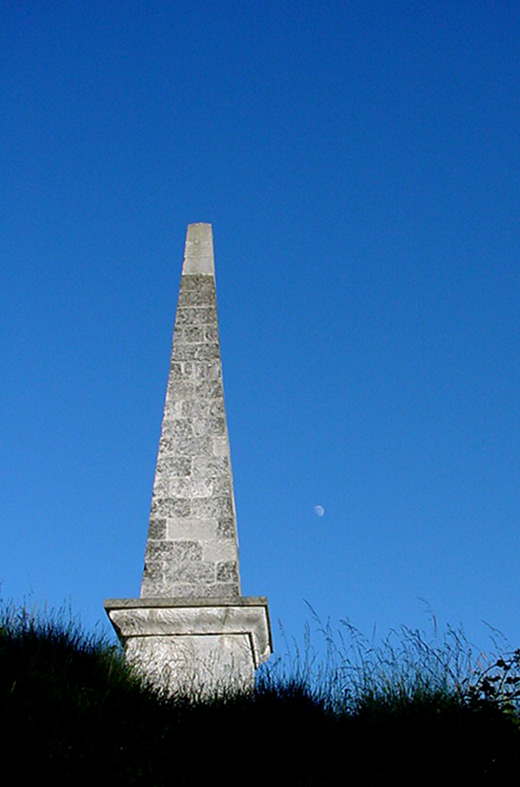
La colonne d'Helfaut.
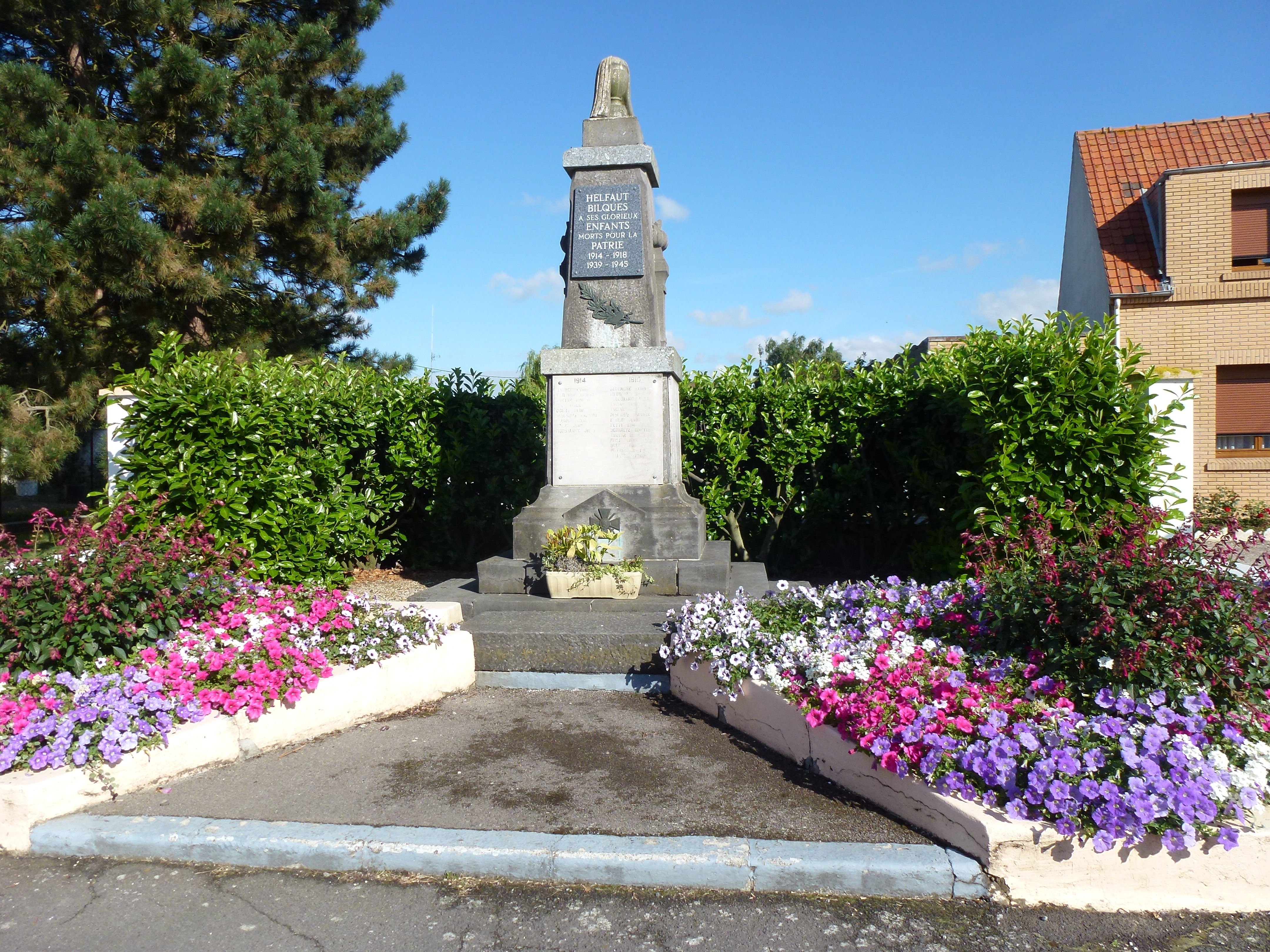
Le monument aux morts.
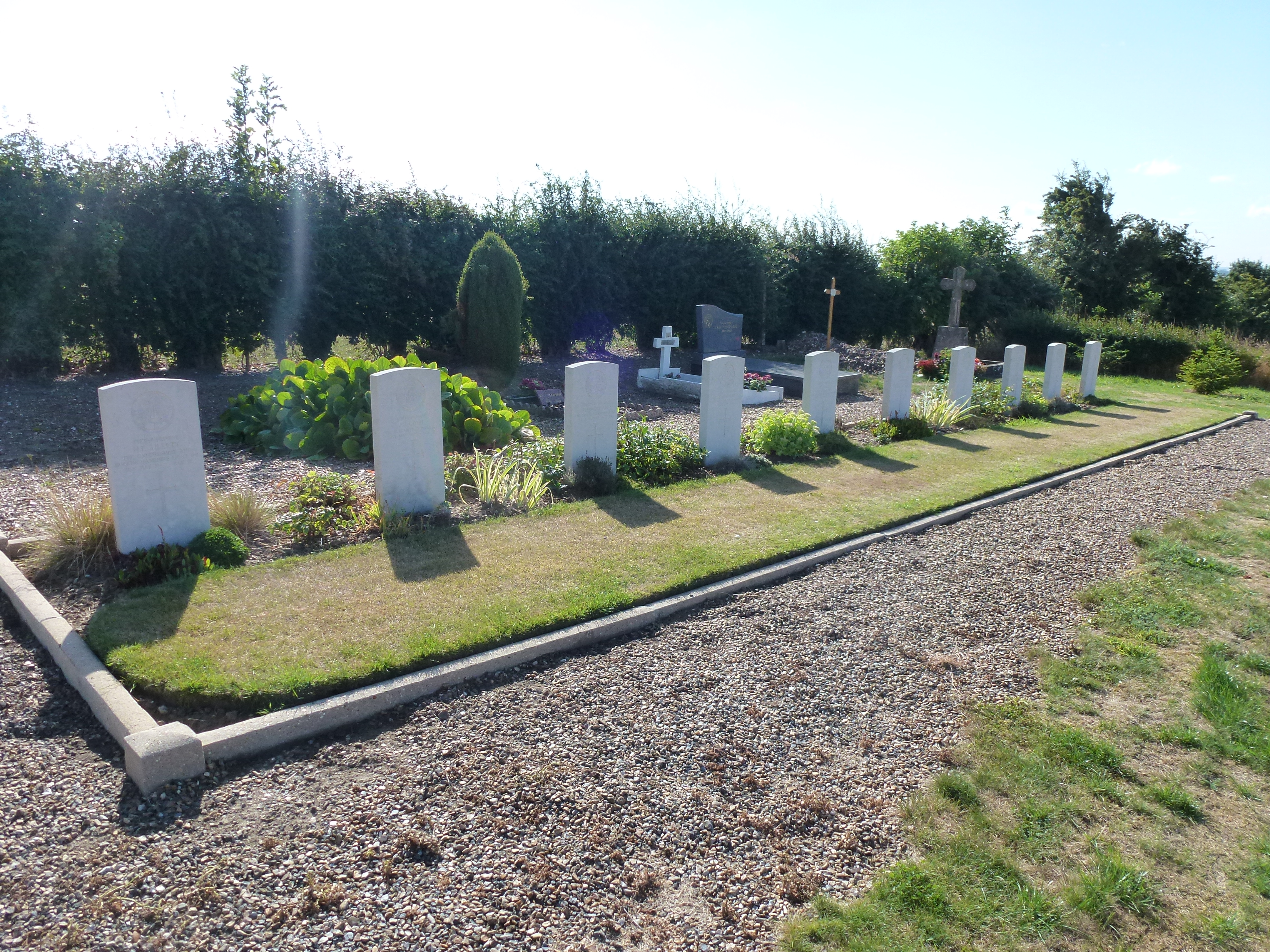
Les tombes de guerre.

### Héraldique, logotype et devise
| Blason de Helfaut | Blason  | Parti: au 1er d'azur à la colonne du lieu [Colonne du Duc d'Orléans] d'argent, au 2e de gueules à trois pommes de pin renversées d'or. |
| Blason de Helfaut | Détails | Adopté par la municipalité. |

## Pour approfondir